# Dialekt kulturalny Lwowa
Dialekt kulturalny Lwowa – polszczyzna używana przez inteligencję Lwowa, zwłaszcza przed II wojną światową. Choć ciążyła ku standardowi ogólnopolskiemu, w zależności od użytkownika i stylu wypowiedzi wykazywała mniej lub więcej cech typowych dla gwar południowokresowych, w tym miejskiej gwary Lwowa.
Według Alfreda Zaręby w języku miejskim Lwowa można wyróżnić mówioną polszczyznę kulturalną używaną przez inteligencję w oficjalnych, zewnętrznych kontaktach oraz polszczyznę potoczną tej samej inteligencji używaną w kontaktach wewnętrznych. Użytkownicy tych odmian znają polski język ogólny, zwłaszcza język pisany. Odróżnia ich to od użytkowników trzeciej warstwy języka miejskiego, czyli gwary miejskiej Lwowa. Posługiwała się nią ludność, która nie znała norm polskiego języka pisanego (niewykształcona). 
Polszczyznę kulturalną i potoczną inteligencji Lwowa traktuje się jako całość, określając ją globalnie lwowskim dialektem kulturalnym, i przeciwstawia się ją gwarze miejskiej Lwowa. Obie odmiany języka polskiego są w zaniku, ponieważ przerwana została tradycja językowa miasta. Po II wojnie światowej Lwów nie znajdował się już w obrębie państwowości polskiej, a lwowianie pamiętający mowę zostali rozproszeni po całej Polsce.

## Przedwojenna polszczyzna Lwowa
Przedwojenny język polski we Lwowie był niejednolity, odzwierciedlał rozwarstwienie społeczne. Na podstawie różnic geograficznych i społecznych można wyróżnić następujące warianty polszczyzny Kresów południowo-wschodnich: 
- gwary chłopskie łączące różne polskie cechy gwarowe, ale wykazujące duże zróżnicowanie w zależności od wsi[5]
- regionalny wariant polszczyzny ogólnej w odmianie potocznej, z większym lub mniejszym natężeniem cech kresowych, używany przez mieszkańców wsi i przysiółków szlacheckich[4] oraz przez młode pokolenie[5]
- dialekt kulturalny Lwowa używany przez inteligencję oraz szlacheckie ziemiaństwo osiadłe w mieście[3] stanowiący regionalny wariant polszczyzny ogólnej w odmianie kulturalnej z pewną domieszką cech kresowych[4].
- gwarę miejską Lwowa (bałak) – język codzienny ludności niewykształconej[6], batiarów[7], przede wszystkim ubogiej ludności przedmieść pochodzenia polskiego, ukraińskiego i żydowskiego[3].

Lwowski dialekt kulturalny, w przeciwieństwie do dialektu kulturalnego Krakowa, Warszawy czy Poznania, nie rozwinął się w sposób naturalny z dialektu ludowego. Wykształcił się raczej poprzez naśladowanie języka ogólnego i z niego czerpał wzorce, co szczególnie było widoczne w języku młodszego pokolenia. Mimo że jego cechy lokalne były wyraźniejsze niż w innych dialektach kulturalnych i dla użytkowników charakterystyczna była niemożność wyzwolenia się z pewnych prowincjonalnych zwyczajów językowych, to ta odrębność językowa nie była źle postrzegana w oczach warstw inteligenckich z innych regionów.

## Rys historyczny

### Tło historyczne dla rozwoju polszczyzny Lwowa
Do państwa Mieszka I należały ziemie: czerwieńska, halicka, przemyska i bełska. Obszar ten został podbity w 981 przez księcia kijowskiego Włodzimierza, powrócił na kilkanaście lat do Polski za czasów Bolesława Chrobrego, a następnie przez 300 lat znajdował się pod panowaniem Rusi Kijowskiej. Przez ten czas na tereny te napłynęła ludność ruska napierana przez Tatarów. Lwów został założony w połowie XIII w., ale ponieważ do zasiedlenia nie wystarczało ludności ruskiej, sprowadzano ludność ormiańską, niemiecką, które opanowały gród na tyle, że Rusini nie opuszczali dawnych siedzib i pozostali przed bramami miasta, bez miejskich przywilejów. Następnie, jeszcze za panowania Rusi, na ziemie te przybywali Tatarzy, Żydzi.
Kiedy w XIV w. stopniowo wcielał te ziemie do Polski Kazimierz Wielki, były one już narodowościowo i językowo ruskie, choć na części tych terenów współistniał żywioł polski obok ukraińskiego. Kraina ta obejmująca również Lwów została przeorganizowana pod względem prawa, ustroju i administracji całkowicie na sposób polski. Na nowe ziemie napływała ludność polska z Polski etnicznej, najpierw ludność mieszczańska do większych miast, zwłaszcza Lwowa, przyciągana przez możliwość handlu ze wschodem, później ludność rolnicza z Małopolski, Śląska i Mazowsza pod przewodnictwem rodów rycerskich, którym za zasługi wojenne została nadana ziemia. Na terenie środkowej Ukrainy faza silnej kolonizacji miała miejsce po unii lubelskiej, nierzadko przenoszono całe polskie wsie.
Element polski najsilniej rozrastał się w miastach, nadając im z biegiem lat prawie całkowicie polski charakter. Na kresach południowo-wschodnich polszczyzna, po średniowiecznej dominacji łaciny, stała się językiem oficjalnym, urzędowym, językiem kultury i literatury obowiązującym w całym życiu społecznym i łączącym różne narodowości na tym terenie. Uprzywilejowaną pozycję zyskał Lwów jako stary ośrodek handlowy (otrzymał m.in. prawo udziału w sejmach, w elekcjach). Poza ośrodkami miejskimi napływowa ludność polska, zachowując tożsamość narodową, kulturę i wiarę katolicką w obrządku łacińskim, ulegała jednak na ogół asymilacji językowej, na różnych obszarach w różnym stopniu. Napływowa ludność z Węgier, Czech, Włoch i Szkocji szybko ulegała polonizacji. Ludność ruska zachowywała swój język i wiarę prawosławną, a od czasu, gdy eparchia lwowsko-halicka w 1677, a eparchia przemysko-samborska w 1692 roku przyjęły unię brzeską, trwała przy obrządku unickim. Nigdy ludność polska na ziemiach ruskich nie zdołała ilościowo zdominować ludności ruskiej i tworzyła mniejsze lub większe wyspy językowe. Przykładowo w 1880 w Galicji Wschodniej język polski był używany przez 28% mieszkańców, a ruski przez 65%.
W 1772 na mocy traktatu rozbiorowego na ziemie te wkroczyli Austriacy. Zmieniły się struktury i kompetencje władz administracyjnych i sądowych. W miejsce uniwersytetu założonego w 1661 przez Jana Kazimierza powstał w 1784 świecki uniwersytet z łaciną jako językiem wykładowym. W 1805 cesarz Franciszek przekształcił go w liceum, a w 1817 odnowił, wprowadzając niemiecki język wykładowy. Język niemiecki zaczął panować w urzędach i szkołach. Wpływ tego języka na dialekt południowokresowy okazał się jednak tylko powierzchowny i dotyczył słownictwa.

### Polszczyzna Lwowa w dobie dwudziestolecia międzywojennego

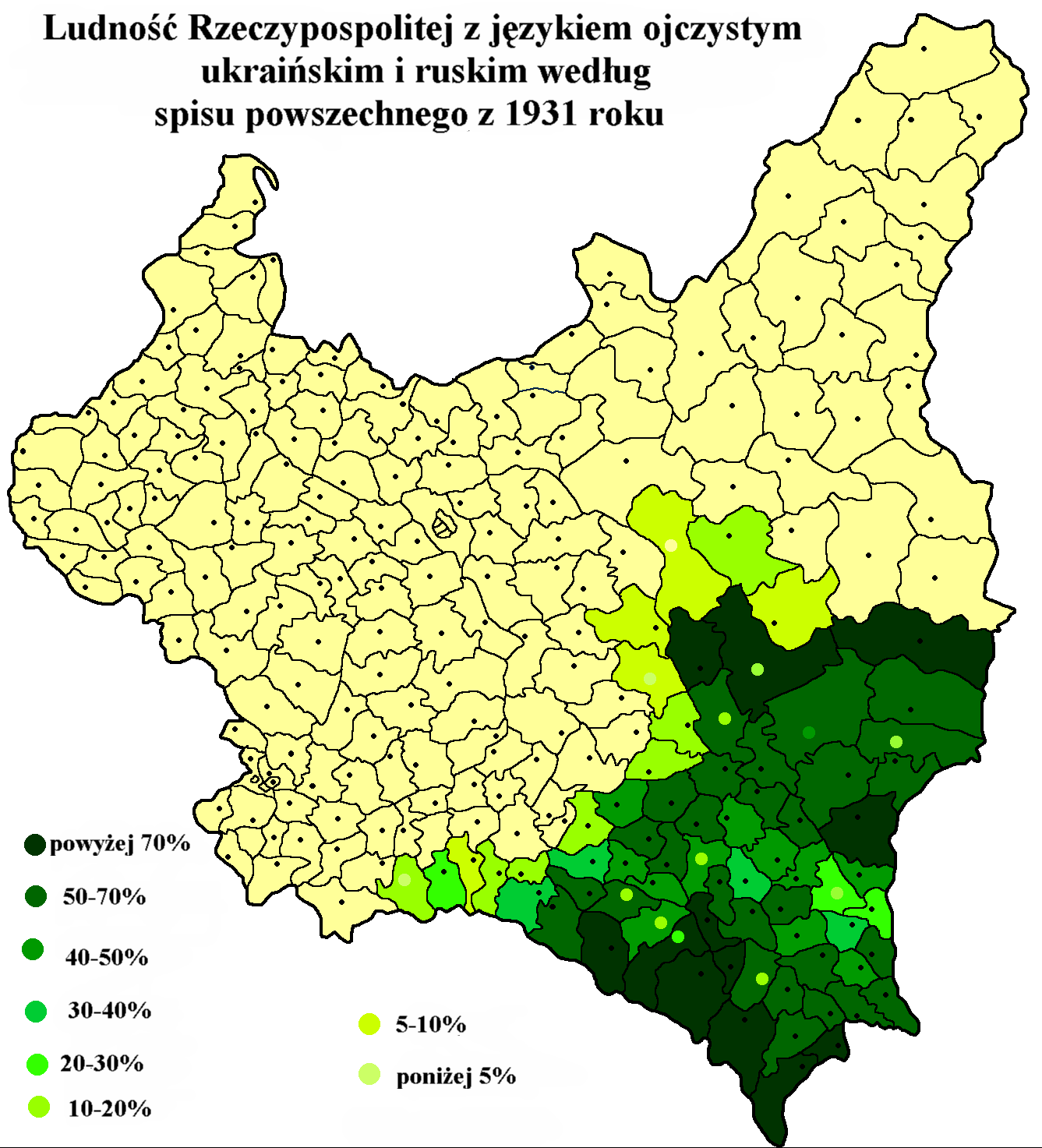
Ludność Rzeczypospolitej z językiem ojczystym ukraińskim i ruskim, według spisu powszechnego 1931 roku

Na przełomie XIX i XX w. od uzyskania autonomii rozkwitło życie kulturalne i naukowe miasta. Uniwersytet Lwowski został spolszczony w 1871, a od 1919 nosił imię Jana Kazimierza. Zakładane były kolejne uczelnie wyższe (Politechnika Lwowska, Akademia Rolnicza w Dublanach) i inne instytucje oświatowe (Macierz Polska), nastąpił rozwój nauk historycznych (lwowska szkoła historyczna), filologicznych, matematycznych (lwowska szkoła matematyczna), filozoficznych (szkoła lwowsko-warszawska), towarzystw naukowych, czasopiśmiennictwa (Gazeta Narodowa, Studia Mathematica), teatru (w okresie międzywojennym były trzy teatry miejskie: Wielki, Mały, Nowości, a ponadto teatr ruski i żydowski), opery, muzeów (Muzeum Książąt Lubomirskich), bibliotek (Zakład Narodowy im. Ossolińskich), sztuki muzycznej i plastycznej. Jednocześnie rozwijała się kultura ukraińska, czego przejawami była m.in. organizacja Proswita, Towarzystwo Naukowe im. Szewczenki, ukraińskie Seminarium Pedagogiczne. Odbywało się to przy tym w konflikcie ideowym i politycznym z polskością.
Według spisu ludności z 1931 w mieście Lwów dominował język polski (stanowiąc język ojczysty dla 63% ludności), na drugim miejscu znajdowały się języki żydowskie (24%, tj. jidysz 22% i hebrajski 2%), a na trzecim język ukraiński (11%. Języki te, a zwłaszcza ukraiński, wpływały na polszczyznę lwowian, czemu dodatkowo sprzyjała częsta dwujęzyczność. Społeczność żydowska wskutek odrębności kulturowej i językowej, nie wpływała tak bardzo na polszczyznę i sama ulegała polonizacji. Na początku XX wieku w składzie społecznym Lwowa liczebnie dominowała inteligencja, wśród niej urzędnicy, nauczyciele, przemysłowcy i uprawiający wolne zawody, w związku z tym przewagę miał dialekt kulturalny Lwowa nad gwarą miejską.
Lwów ściągał licznie ludność na pobyt stały lub chwilowy. Czynnikami przyciągającymi były jarmarki, zwłaszcza jarmark świętojurski, zakładanie manufaktur zaraz po zaborze i rozwój przemysłu odzieżowego, metalowego, drzewnego, spożywczego i budowlanego, otrzymanie własnego samorządu i statutu miejskiego przez Lwów w 1870, systematyczna zabudowa miasta. Liczba mieszkańców zwiększyła się z 23 tys. w 1773 do 87 tys. w 1857. Pod koniec XIX w. miasto rozwijało się na okoliczne gminy.
Lwów w dwudziestoleciu międzywojennym wniósł ogromne dziedzictwo do kultury polskiej, zwłaszcza od początku lat 30. Jednak inteligencja lwowska scalona z kulturą ogólnopolską pozostawała na dość prowincjonalnym poziomie pod względem języka, ponieważ językiem codziennym był dialekt południowokresowy. Używanie go w kontaktach zewnętrznych obniżało prestiż, a w środowisku domowym uchodziło za nieeleganckie. Starano się więc wypleniać cechy lokalne, najbardziej oddalające od języka ogólnego, choć takie dążenie skutkowało nierzadko hiperpoprawnością i specyficznymi odstępstwami. Najłatwiej pozbywano się naleciałości morfologiczno-składniowych. Przykładowo wykluczony był w języku inteligencji brak kategorii męskoosobowości (i konstrukcje takie jak spodnie mu pękli), typowe w dialekcie. W potocznej świadomości społeczno-narodowościowej język ukraiński był odczuwany jako mowa chłopów i gwara ludowa, w związku z czym w pierwszej kolejności usuwano cechy związane z tym językiem. Najtrudniejsze do wyzbycia się były lokalne cechy fonetyczne. Jak każda inteligencja, inteligencja Lwowa dążyła do bezbłędnego operowania językiem literackim, ale mogła się wzorować głównie na języku pisanym. W otoczeniu występowały bowiem powszechnie dialekty z mieszanymi polsko-ukraińskimi cechami oraz zakorzeniony był specyficzny akcent i melodia zdania. Bardzo trudno było inteligentom lwowskim to zmienić, dlatego jedynie w wyjątkowo oficjalnych sytuacjach próbowali zapanować nad wymową. W mowie starszych pokoleń dłużej zachowywały się regionalne cechy dialektyczne; język młodszego pokolenia łatwiej zbliżał się do polszczyzny ogólnej.

### Powojenna polszczyzna Lwowa i okolic
O ile ukrainizmy występowały na Kresach od dawna, w latach 1939–1941 w polszczyźnie lwowskiej zaczęły się natomiast pojawiać rusycyzmy (zarówno w języku kulturalnym, jak i gwarowym). Związane to było z narzucaniem języka rosyjskiego i walką z polskością na tych terenach, która trwała również po zakończeniu II wojny światowej. Liczba ludności polskiej Lwowa drastycznie zmniejszała się wskutek wywózek, rozstrzelań, repatriacji. Zamykanie kościołów rzymskokatolickich i polskich szkół przyczyniło się do ograniczenia roli języka polskiego do kontaktów wewnętrznych społeczności polskiej. Modlitwy i nabożeństwa w Kościele katolickim przez cały czas istnienia ZSRR były najważniejszą sytuacją, kiedy regularnie używano języka polskiego. Również obecnie Kościół przyczynia się do kultywowania i nauczania języka polskiego. Jest to jednak utrudnione ze względu na fakt, że najlepiej polszczyzną posługują się starsze pokolenia Polaków na Ukrainie. Młodsze często lepiej posługują się językiem ukraińskim, który wypiera język polski także z mszy w obrządku łacińskim. Tymczasem język religii jest często jedynym obszarem, gdzie używanie polszczyzny jest naturalne.
Obserwuje się nadal wpływ pochodzenia stanowego i statusu ekonomicznego Polaków na danym terenie w przeszłości na współczesną polszczyznę ludności polskiej na Kresach południowo-wschodnich. Język polski we wsiach szlacheckich wciąż różni się od polskich gwar chłopskich na Ukrainie. Polszczyzna wykształconej polskiej społeczności we Lwowie również nie jest jednorodna. Widoczne są duże wpływ języka ukraińskiego i rosyjskiego. Pewne charakterystyczne cechy kresowe jak używanie partykuły nawiązującej ta oraz podwyższanie samogłosek średnich w zgłoskach nieakcentowanych są jednak silnie zakorzenione.

## Cechy dialektu kulturalnego Lwowa
Najbardziej charakterystyczną i uderzającą cechą fonetyczną dialektu kulturalnego Lwowa, właściwą dla całego regionu niezależnie od społecznych uwarunkowań, była tendencja do podwyższania samogłosek średnich w sylabach nieakcentowanych i obniżania wysokich w sylabach akcentowanych. Cecha ta związana była z większą siłą wydechu, dłuższym czasem trwania i jednostajnie wznoszącym tonem sylab akcentowanych oraz związanym z tym zmniejszeniem siły wydechu przy wypowiadaniu pozostałych sylab. Powodowało to z kolei zwężenie kanału oddechowego i uniesienie języka ku podniebieniu przy wypowiadaniu sylab nieakcentowanych.
Najważniejsze tendencje to zamiana e na i lub y oraz o na u, np. za zmarły dusze, taki zimno, uczekiwała, przyrażony. Zdarzało się, że takie formy pojawiały się nawet w piśmie u osób wykształconych, np. zwrot w liście Pozdrów Renaty. Z drugiej strony w języku kulturalnym nie ścieśniano odnosowionych samogłosek nosowych w wygłosie w formach czasowników, np. nie mówiono idy ani idu. Zwłaszcza wśród starszej generacji zdarzały się formy ścieśnione przed spółgłoską nosową (rozumimy, ogunyk, kaminica) oraz w miejscu dawnego e ścieśnionego (świży chlib, naliwam mliko, nie wim, kobity). Unikanie ścieśnienia, zwłaszcza u dzieci i młodzieży, prowadziło do hiperpoprawności i form takich jak bodynek, na drugie dzień, w noce, przestanek tramwajowy, na olicy. W przypadku, gdy obok siebie występowały sylaby z takimi samogłoskami pojawiały się szczególne trudności, np. dylemat czy mówi się one powinny czy one powinne. Prawidłową wymowę lwowscy inteligenci często opanowywali dopiero po przesiedleniach do innych części Polski w jej powojennych granicach.
Samogłoski nosowe w dialekcie kulturalnym były wymawiane na ogół tak jak w języku ogólnym, choć ą w wygłosie u lwowian było słabiej nosowe, a w mowie potocznej mogło całkowicie utracić nosowość i brzmieć podobnie jak o. Powszechna była dźwięczność s po n, np. konzul, senzacja; znacznie mniej regularnie pojawiała się dźwięczność s po r, np. uniwerzytet. Większość wykształconych lwowian wymawiała spółgłoskę ł jako u niezgłoskotwórcze (ṷ) we wszystkich pozycjach. Jako spółgłoska przedniojęzykowo-zębowa [ɫ] w języku kulturalnym wymawiana była głównie wśród ludzi o bliskich kontaktach z językiem ukraińskim, przede wszystkim przed samogłoskami. Do mowy kulturalnej przedostawały się czasem pojedyncze słowa wymawiane w charakterystyczny dla gwary sposób jak chiba (chyba), wiater (wiatr).
W języku mówionym używano czasem biernika zamiast dopełniacza w przeczeniach (tzw. accusativus tromtadraticus), np. Ona ją nie lubi, Tam nie słychać żaden strzał. Istniała tendencja do używania form mianownika w funkcji wołacza. W pytaniach retorycznych często pojawiało się przeczenie, np. Kogo ja nie widzę? Czasowniki z prefiksem ob– pojawiały się w miejscu prefiksów o– i u– języka ogólnego, np. Alem się obśmiał.
W mowie potocznej powszechnie używano lokalnej partykuły nawiązującej ta, np. Ta ja ci mówiłem, że nie masz racji. Na słownictwo mocno wpływały różne regionalizmy. Dotyczyły one przede wszystkim słownictwa codziennego i niektóre były powszechne na tyle, że czasami ogólnopolskie odpowiedniki nie tylko nie były używane, ale i nie były znane. Słownictwo to dotyczyło zwłaszcza:
- nazwy części garderoby: krawatka (krawat), meszty (półbuty), szwimki (męskie kąpielówki)
- nazwy przedmiotów spotykanych w domu: nakastlik (szafka nocna), trymudka (komoda), baniaczek (garnek żelazny), rynka (rondel), drzewko (choinka wigilijna), rogóżka (wycieraczka).
- nazwy pożywienia: studzienina (galareta z mięsa), mieszanina (różne wędliny), przylipka (piętka chleba), trybulka (szczypiorek), duszone kartofle (purée ziemniaczane), juszka (wodnista zupa lub jej rzadka część).
- nazwy cech człowieka i człowieka o takich cechach: belbas (grubas), haman, murga (nieokrzesaniec), niuńka (niedołęga), zamurdzany (brudny).
- niektórych czasowników: handryczyć się (kłócić się), jojkać (narzekać), kolędować (czekać), konopadzić się (guzdrać się), ciumać (całować), szpurnąć (odrzucić, cisnąć), bałamkać (chwiać się)[35].

W dialekcie kulturalnym występowały także pewne regionalne zwroty frazeologiczne, nieznane szerzej poza regionem, np. mieć masło na głowie (mieć kłopot).